# Königlich Bayerisches 16. Reserve-Infanterie-Regiment
Das Reserve-Infanterie-Regiment Nr. 16 wurde als Infanterieregiment der Bayerischen Armee bei Kriegsbeginn 1914 aufgestellt und im Ersten Weltkrieg als Teil der 6. Königlich Bayerische Reserve-Division an der Westfront, zunächst vor Ypern eingesetzt. In dieser Ersten Flandernschlacht am 31. Oktober 1914 fiel der Regimentskommandeur Oberst Julius List, worauf das Regiment den Beinamen „List“ erhielt. Bei der Auflösung der Bayerischen Armee stand das Regiment in Lagerlechfeld zwischen Augsburg und Landsberg.
Das Regiment wird, bedingt durch die Propaganda des Dritten Reichs, aber auch in neueren Publikationen oft als Freiwilligenregiment bezeichnet, obwohl dies nicht den Tatsachen entspricht.

## Bekannte Mitglieder des Regiments

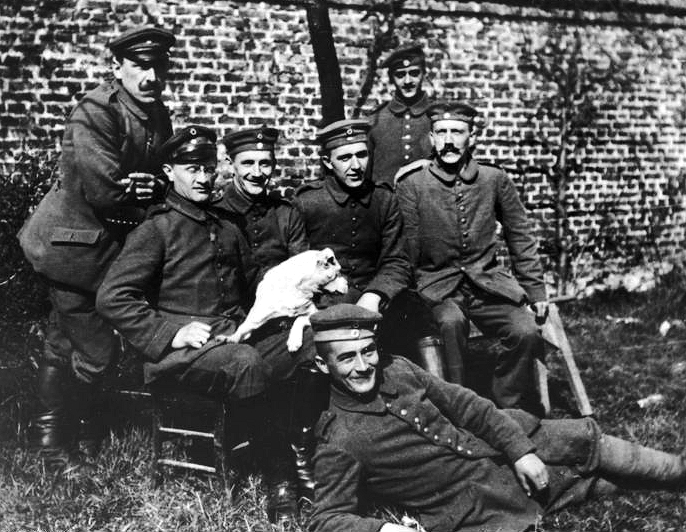
Adolf Hitler (rechts sitzend) mit Regimentskameraden im Ersten Weltkrieg

Das Regiment ist vor allem deshalb bekannt, weil ihm Adolf Hitler angehörte.
Nach der Mobilmachung am 3. August 1914 stellte Hitler, so seine Angaben in Mein Kampf, als österreichischer Staatsbürger ein Gesuch an König Ludwig III. von Bayern um Eintritt in das bayerische Heer, das sofort am nächsten Tag von der königlichen Kabinettskanzlei bewilligt worden sei. Am 16. August wurde Hitler als Kriegsfreiwilliger dem Reserve-Infanterie-Regiment Nr. 16  zugewiesen. Bald zum Gefreiten befördert, war er bis zum Kriegsende als Melder des Regimentsstabes eingesetzt. Der Historiker Thomas Weber bezweifelt Hitlers Behauptung, er habe eine Sondergenehmigung vom bayerischen König erhalten. Wahrscheinlicher ist, dass bei der Masse an Freiwilligen im Wehramt gar nicht nach Hitlers Staatszugehörigkeit gefragt worden ist oder er auf diese Frage log.
Ab dem 9. November 1914 bis zum Ende des Krieges diente Hitler als Meldegänger zwischen Regimentsstab und Bataillonsstäben mit 1,5 bis 5 Kilometer Abstand zur Hauptkampflinie der Westfront. Forschungen bzw. Veröffentlichungen des Historikers Thomas Weber machten 2010/11 neue Fakten aus dieser Zeit bekannt und widerlegten die bis in die Gegenwart nachhallende Propaganda der Nationalsozialisten, Hitler sei ein kampferprobter und überaus tapferer Soldat gewesen.
Weitere bekannte Angehörige des Regiments waren der Dichter Eugen Roth, der Schriftsteller und spätere Hitler-Gegner Alexander Moritz Frey, der Maler Albert Weisgerber, der am 10. Mai 1915 als Leutnant und Kompanieführer westlich von Lille fiel, und der Maler Adalbert Wimmenauer, ferner Fritz Wiedemann, späterer Adjutant Hitlers, Max Amann, nationalsozialistischer Funktionär und Publizist, sowie Hugo Gutmann (später Henry G. Grant), der als jüdischer Offizier während des Ersten Weltkrieges daran beteiligt war, dass dem Gefreiten Hitler das Eiserne Kreuz 1. Klasse verliehen wurde, und der dafür später ins Visier des NS-Regimes geriet.